# Neipperg
Neipperg ist ein Dorf im Landkreis Heilbronn im nördlichen Baden-Württemberg, das seit 1974 zu Brackenheim gehört.

## Geschichte

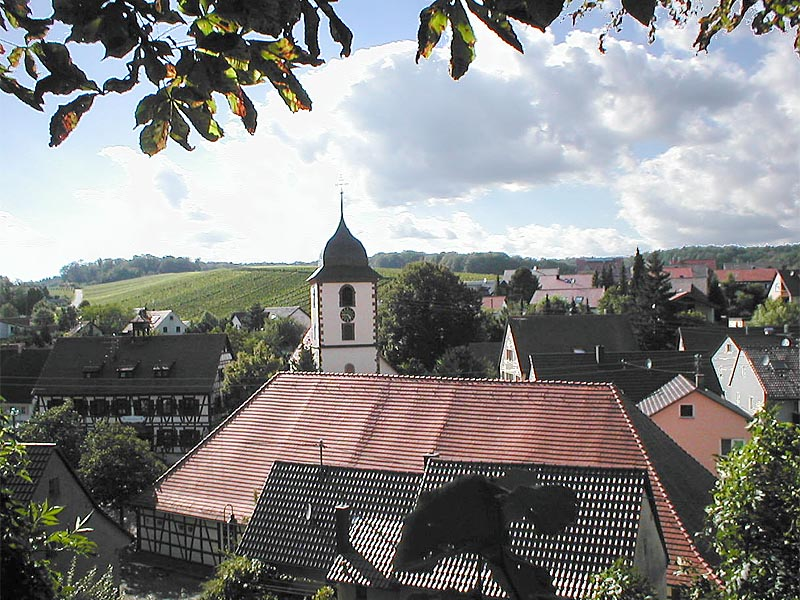
Blick über Neipperg mit ev. Kirche St. Katharina

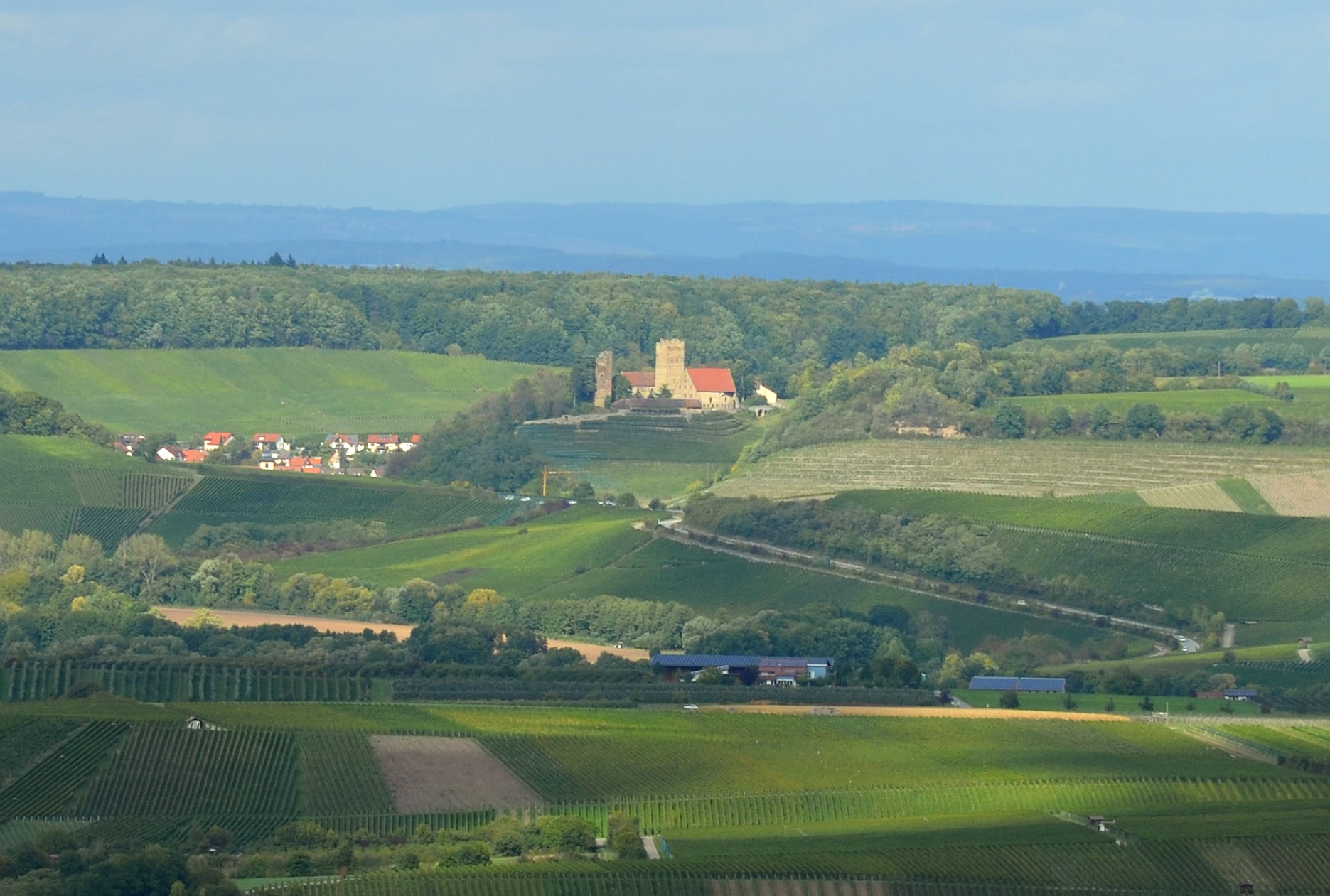
Blick auf Dorf und Burg Neipperg vom Michaelsberg

Neipperg entwickelte sich um 1200 als Burgweiler unterhalb der Burg Neipperg, der Stammburg der Herren von Neipperg auf einem südlichen Ausläufer des Heuchelbergs. Der Name Neipperg wurde 1241 mit einem Reinbot von Neipperg erstmals erwähnt, die Ortschaft als solche wurde 1285 erstmals genannt. Der Name Neipperg wurde lange Zeit als Neuberg gedeutet, wird inzwischen aber auch als Trutzberg verstanden und meint wohl in jedem Fall den Burgberg. Der Ort war teils im Besitz der Herren von Neipperg, teils im Besitz der Wirtemberger. Für die Untertanen bestanden vielfältige Abhängigkeits- und Lehensverhältnisse. Die Katharinenkapelle wurde 1476 zur selbstständigen Pfarrei erhoben. Der Ort war bis weit ins 20. Jahrhundert rein landwirtschaftlich geprägt, wobei auch Weinbau einen bedeutenden Anteil hatte. Eine Schule könnte in Neipperg wie in den Nachbarorten Meimsheim, Hausen, Haberschlacht und Dürrenzimmern bereits im 16. Jahrhundert bestanden haben, ist jedoch erst 1673 mit der Nennung eines Schulmeisters bezeugt.
Im Bauernkrieg wurde der Ort durch das Verhandlungsgeschick von Anna von Neipperg vor Zerstörungen durch Jäcklein Rohrbach verschont. Der topografisch abgelegenen Lage des Ortes wird zugeschrieben, dass sich auch die Truppenbewegungen und Gefechte im Umfeld der Schlacht bei Lauffen 1534 und der Schmalkaldische Krieg 1546 nicht auf den Ort auswirkten. Erst aus dem Dreißigjährigen Krieg wird von Zerstörungen im Ort berichtet, der infolge des Krieges vorübergehend entvölkert wurde.
Anna Maria Wagemann aus Neipperg wurde Opfer eines Hexenprozesses und 1717 öffentlich verbrannt.
Nach dem Pfälzischen Erbfolgekrieg und dem Spanischen Erbfolgekrieg waren jeweils erdrückende Abgaben zu entrichten. Aus dieser Zeit wird auch von einer „unliebsamen Zigeunerplage“ berichtet.
Nach 1805 kam Neipperg im Rahmen der Mediatisierung nach dem Reichsdeputationshauptschluss als selbstständiger Ort zum Königreich Württemberg und dem Oberamt Brackenheim zugeordnet. Für Neipperg und den Nachbarort Stockheim wird dieser Übergang als widerstandslos beschrieben; mehr noch: die Vorsteher beider Gemeinden wurden für ihre Loyalität noch lobend erwähnt. 1835 wurde ein Rathaus erbaut. 1850/51 wurden neue Wirtschaftsgebäude in der Burg Neipperg errichtet und die Anlage dann als Schlossgut verpachtet. Knapp die Hälfte der Markung der Gemeinde war im Besitz der Grafen von Neipperg, darunter der meiste Wald und zahlreiche Weinberge, so dass das Schlossgut mit Tätigkeiten insbesondere im Weinbau die bedeutendste Erwerbsquelle für die Einwohnerschaft war, die ansonsten aufgrund der starken Landzerstückelung durch Bodenknappheit und Erbteilung zumeist auf ein zusätzliches Handwerk zur Landwirtschaft angewiesen war. 1846 war mit 614 Einwohnern ein Höchststand erreicht worden. Durch Landflucht ging die Einwohnerzahl danach zurück. 1873 hatte Neipperg rund 500 Einwohner.
Die Industrialisierung wirkte sich nicht merklich auf den Ort aus. Noch 1904 hatten bislang nur vereinzelte Personen in Fabriken in Lauffen am Neckar oder Brackenheim gearbeitet, 1929 waren 15 Mädchen aus Neipperg Fabrikarbeiterinnen in Brackenheim und einige Männer in Fabriken in Lauffen, Brackenheim und Schwaigern. 1933 gab es 454 Einwohner, 1939 waren es 428.
Bei der Verwaltungsreform während der NS-Zeit in Württemberg gelangte Neipperg 1938 zum Landkreis Heilbronn.
Von den Luftangriffen des Zweiten Weltkriegs blieb Neipperg weitgehend verschont. 1942 wurde Gartenland für Flüchtlinge ausgewiesen. Nach dem großen Luftangriff auf Heilbronn im Dezember 1944 suchten zahlreiche Heilbronner Zuflucht im Ort, dessen Einwohnerzahl dadurch auf rund 600 anstieg. Im Frühjahr 1945 besetzten französische Truppen Neipperg. Dabei kam aus Richtung Stetten Artilleriebeschuss. Ein Fliegerbeschuss forderte ein Todesopfer; zwei weitere wurden durch verlegte Wehrmachtsminen getötet.
Da der Ort Teil der Amerikanischen Besatzungszone geworden war, gehörte er somit seit 1945 zum neu gegründeten Land Württemberg-Baden, das 1952 im jetzigen Bundesland Baden-Württemberg aufging.
In der Nachkriegszeit erfolgte 1948 der asphaltierte Ausbau der Straßen des Ortes, 1950 die Entwässerung der Hauptstraße, und 1952 die Planung von Baulinien für die künftige Ortsentwicklung. Um 1960 war die Einwohnerzahl wieder auf etwa 500 gesunken.
Im Jahr 1962 nahm die Gemeinde auf Initiative von Hubertus Graf von Neipperg eine Partnerschaft mit der französischen Gemeinde Marsan (Département Gers) auf.
Von 1964 bis 1969 schuf die Flur- und Rebflurbereinigung das heutige Erscheinungsbild der den Ort umgebenden Nutzflächen. Am 28. August 1968 wurde Neipperg nach starken Regengüssen von einem verheerenden Hochwasser heimgesucht. Kaum waren die Schäden behoben, stand der Ort am 11. Mai 1970 erneut unter Wasser. 1973 verbesserte der Ausbau des Neipperger Baches die Entwässerungssituation.
Neipperg wurde nach einer Abstimmung vom 2. Dezember 1973 am 1. Januar 1974 in die Stadt Brackenheim eingemeindet.
Der Ort hat heute ca. 600 Einwohner und ist nach wie vor stark landwirtschaftlich geprägt. Neipperg verfügt außer Winzer- und Landwirtschaftsbetrieben über keine nennenswerte Infrastruktur.

## Wappen
| Wappen von Neipperg | Das Wappen von Neipperg ist seit 1962 das Wappen der Grafen von Neipperg: In Rot drei (2:1) silberne Ringe (so die Blasonierung). |

## Sehenswürdigkeiten

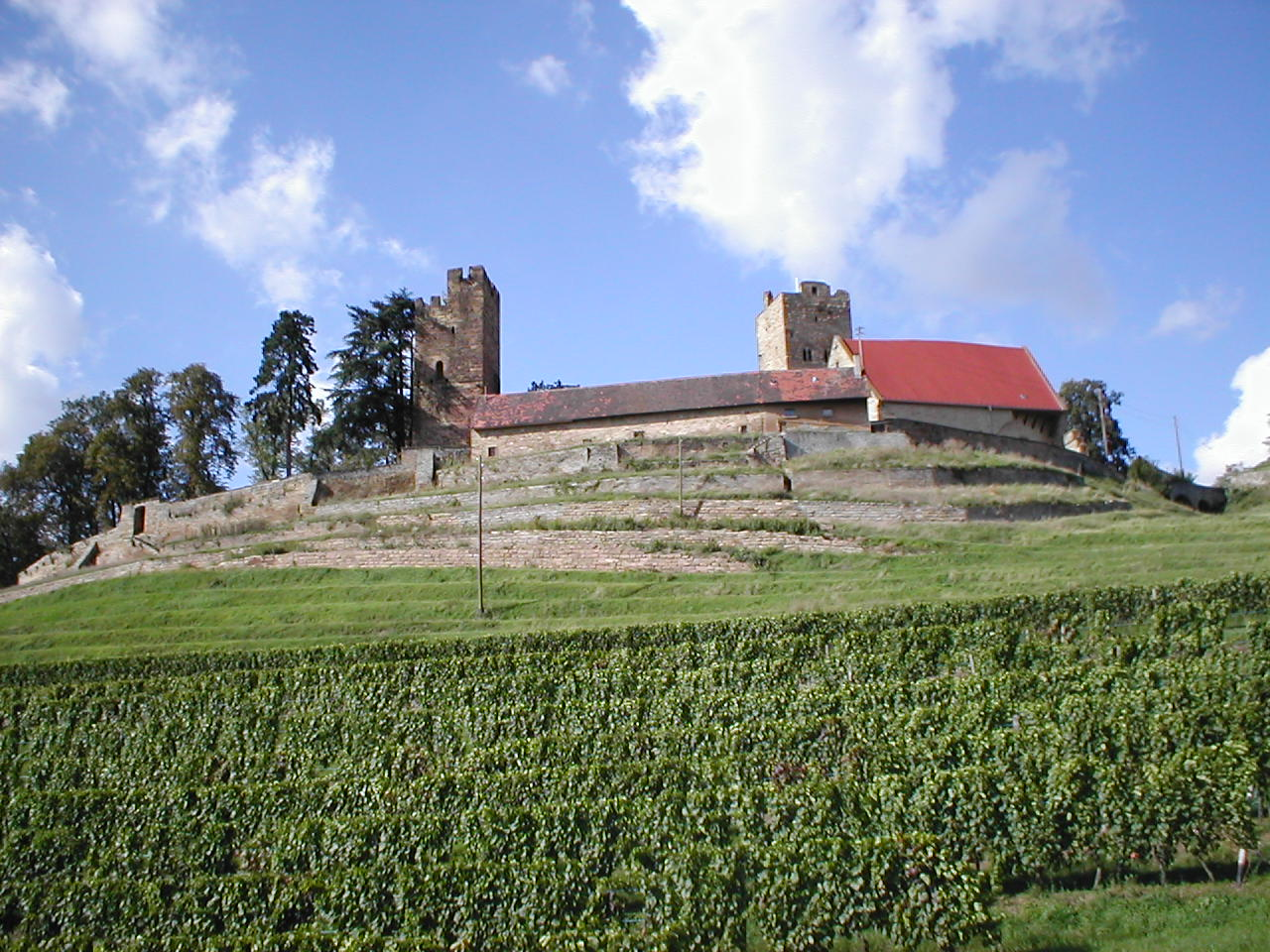
Burg Neipperg

- Burg Neipperg, deren älteste Teile um 1200 datieren, liegt auf einer Hügelkuppe südöstlich des Ortes.
- Die evangelische Katharinenkirche ist eine spätgotische Chorturmkirche, die bereits 1476 zur selbstständigen Pfarrkirche erhoben wurde und ihre heutige Gestalt durch Umbauten am Turm 1754 erhielt.
- Die Alte Kelter stammt vermutlich noch aus dem 18. Jahrhundert.
- Das Alte Rat- und Schulhaus von 1835 neben der Katharinenkirche wird seit 1983 als Gaststätte genutzt.
- Das Alte Pfarrhaus des Ortes stammt von 1823.

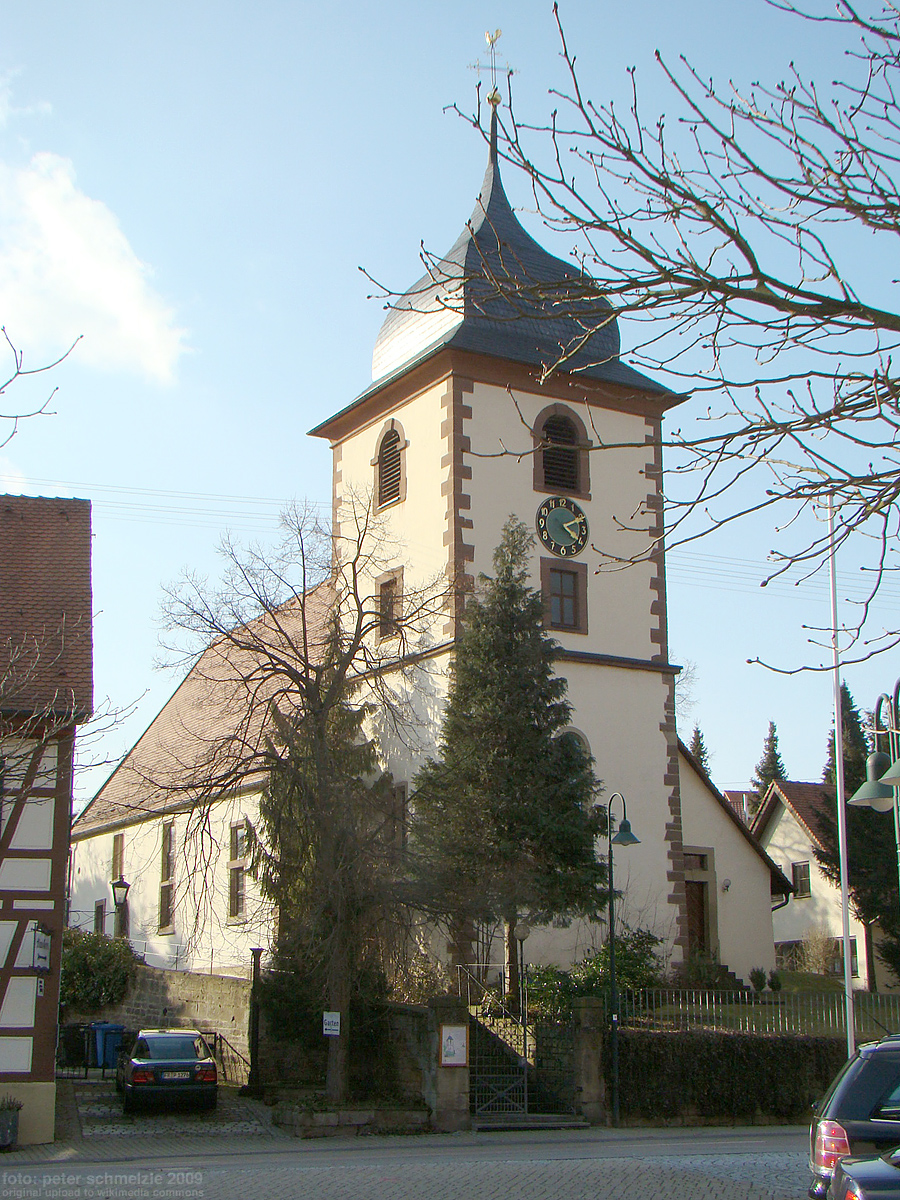
Katharinenkirche
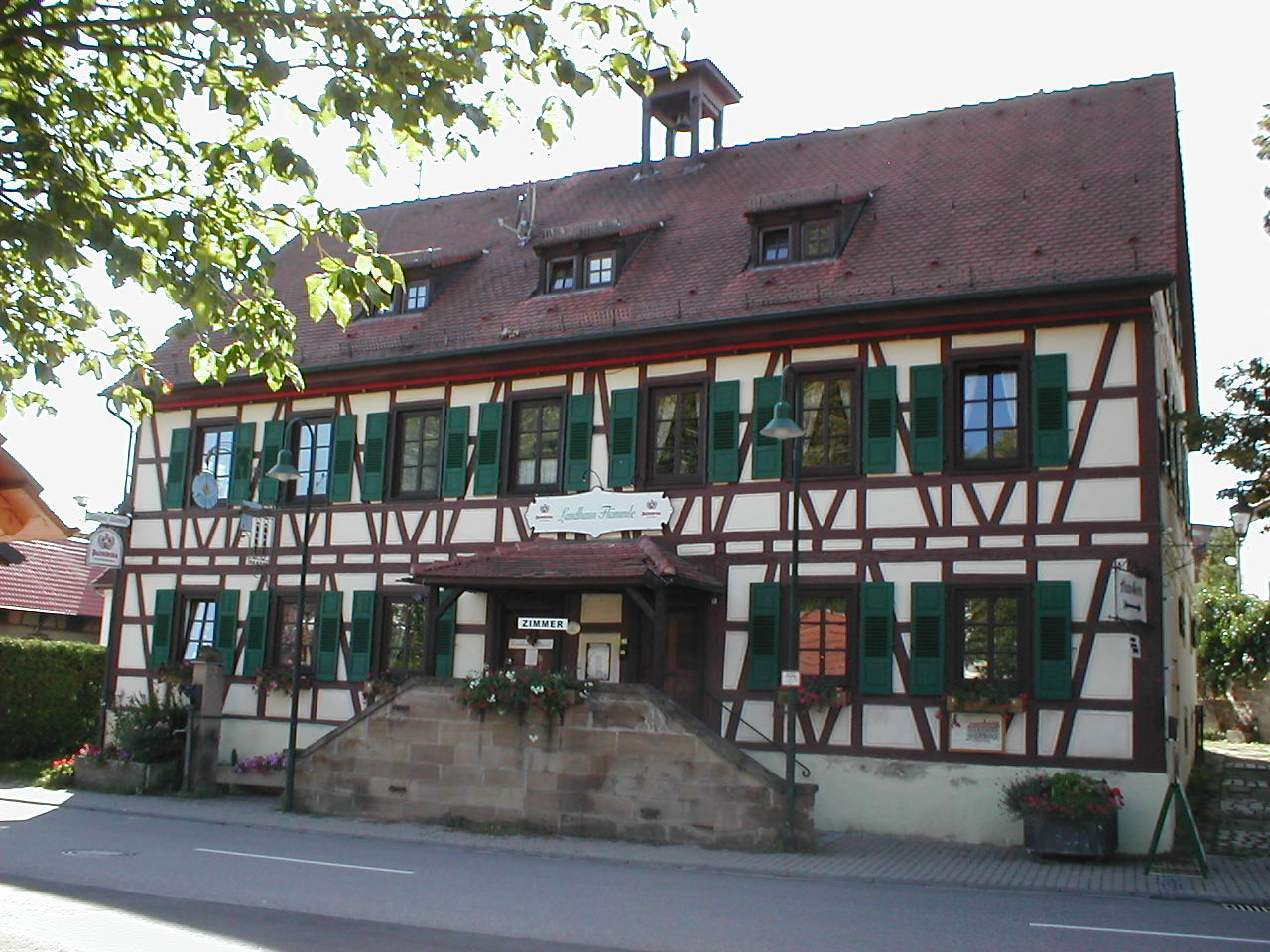
Altes Rathaus
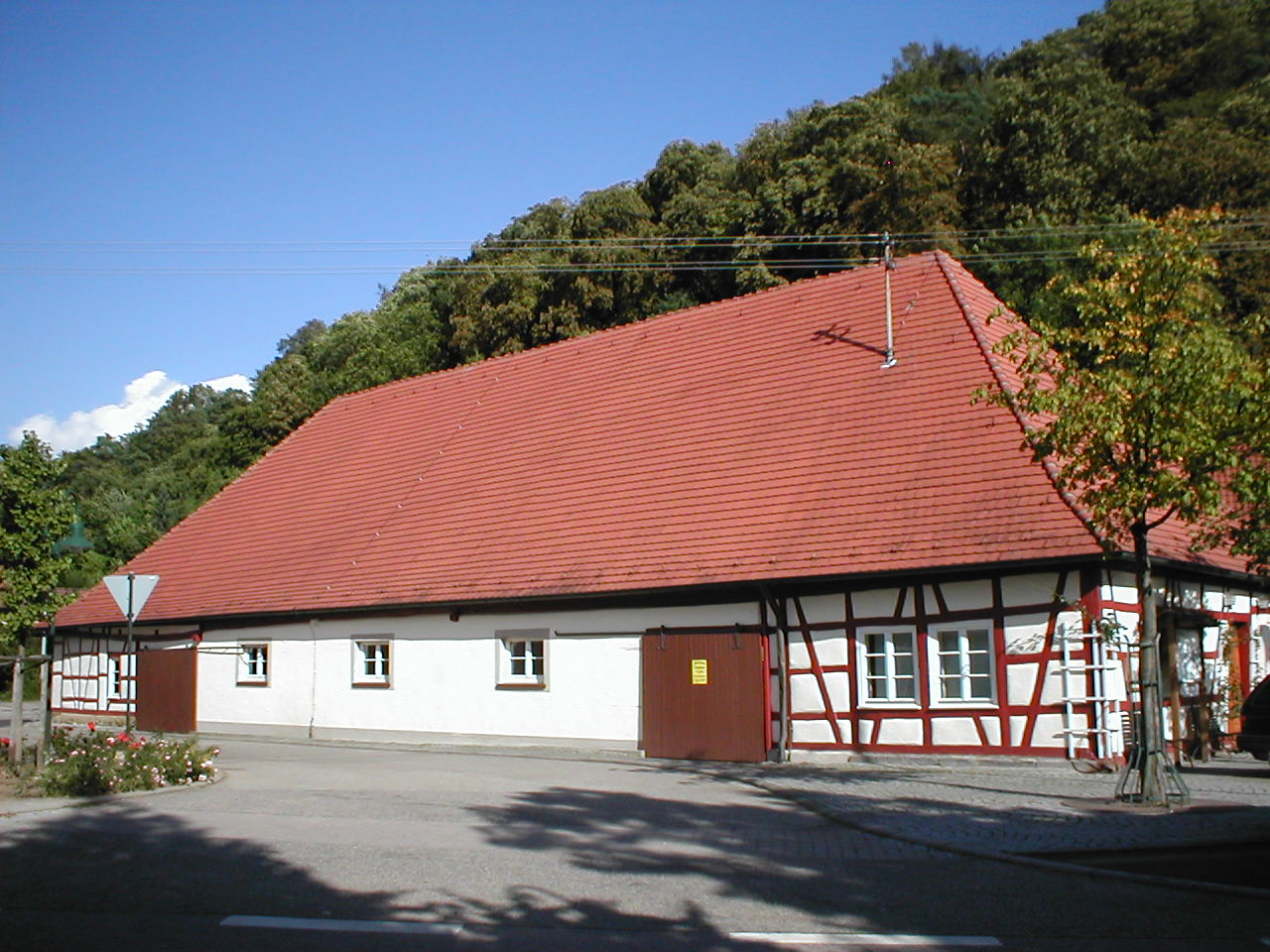
Alte Kelter

## Persönlichkeiten
- Wilhelmine Müller (* 1767 in Neipperg; † 1806 in Karlsruhe), Dichterin und Taschenbuchherausgeberin
- Helene Johanna Zeller (* 1878 in Neipperg; † 1964 in Tübingen), Schriftstellerin